# Edward Jones
Edward Davis Jones, född 7 oktober 1856 i New York, död 16 februari 1920, var en amerikansk statistiker och journalist. Jones är mest känd som "Jones" i Dow Jones Industrial Average och som en av grundarna av The Wall Street Journal.